# Talaja
Talaja é uma cidade e um município no distrito de Bhavnagar, no estado indiano de Guzerate.

## Geografia
Talaja está localizada a 21° 21′ N, 72° 03′ L. Tem uma altitude média de 19 metros (62 pés).

## Demografia
Segundo o censo de 2001, Talaja tinha uma população de 26,187 habitantes. Os indivíduos do sexo masculino constituem 51% da população e os do sexo feminino 49%. Talaja tem uma taxa de alfabetização de 62%, superior à média nacional de 59.5%: a literacia no sexo masculino é de 68% e no sexo feminino é de 55%. Em Talaja, 15% da população está abaixo dos 6 anos de idade.